# Order of the Hop
De Order of the Hop wordt sinds begin zeventiger jaren van de vorige eeuw bijna elk jaar uitgereikt tijdens het jaarlijks congres van het International Hop Growers Bureau aan mensen die in de hopindustrie buitengewone dingen gepresteerd hebben in de verschillende hopproducerende landen ter wereld.
De Orde van de Hop was oorspronkelijk een ridderorde in 1409 door de Bourgondische hertog Jan zonder Vrees ingesteld. Tijdens de meeting van het IHB (International Hop Growers Bureau) op 8 mei 1970 in Brussel werd besloten tot het herstarten van deze orde. Het charter van de Award of the Order of the Hop werd op 30 september 1971 in de bestuursvergadering in München goedgekeurd.

## Graden
De orde van de hop heeft drie graden (waarvan de laatste de hoogste graad is).
1. Ridder van de Orde van de Hop (Knight of the Order of the Hop - Chevalier).
2. Officier van de Orde van de Hop (Officer of the Order of the Hop - Officier).
3. Commandant van de Orde van de Hop (Commander of the Order of the Hop - Commandeur).

## Eretekens
De Riddermedaille heeft een diameter van circa 4 cm waarop een kroon van hopbladeren en hopbellen staat rondom het wapen van het Hertogdom Bourgondië met de Leeuw van Vlaanderen in het midden. Links van dit wapen staan de letters C.I.C.H. ( Comité International de la Culture du Houblon), boven het wapen de letters I.H.B. (Internationales Hopfenbaubüro) en aan de rechterkant I.H.G.C. ( The International Hop Growers Convention). De Ridder zal dit dragen aan zijn linkerkant.

De Officier draagt een hopgroen lint (12x5cm) met daarop geborduurd twee hopbellen en twee hopbladeren (2 x 3 cm) in goud naast zijn medaille.

De Commandant draagt een hopgroen lint (75 x 2.6cm) rond zijn nek met de medaille.